# Quincy Allée
Quincy Omar Allée (Nieuwegein, 22 mei 1984) is een Nederlands voormalig betaald voetballer. Hij speelde één seizoen voor AGOVV.

## Clubcarrière
Allée begon met voetballen bij V & K uit Twello. Daarna speelde hij voor Sv Voorwaarts en de jeugd van Go Ahead Eagles en FC Twente. Hij wist bij Twente niet door te breken en kwam vervolgens bij AGOVV Apeldoorn terecht, dat vanaf 2003 in de Eerste divisie speelde. In het seizoen 2003/04 kwam Allée tot zes korte invalbeurten. Hij maakte zijn debuut in het betaalde voetbal op 31 oktober 2003 in de wedstrijd AGOVV Apeldoorn-Sparta Rotterdam (1-2), toen hij na 86 minuten inviel voor Klaas-Jan Huntelaar. 
Vanaf 2004 stond Allée achtereenvolgens onder contract van Vitesse, PSV, Go Ahead Eagles, NAC Breda en kortstondig voor ADO Den Haag. Bij geen van deze ploegen wist hij door te dringen tot het eerste. Bij ADO zette hij na drie maanden in het seizoen 2007/08 een punt achter zijn profloopbaan. Het seizoen daarop sloot hij zich aan bij de Haagse hoofdklasser Haaglandia. Met Haaglandia kwam hij zowel in 2008 als in 2009 uit in de KNVB beker. Vanaf 2010 kwam Allee achtereenvolgens uit voor HSV De Zuidvogels, Kozakken Boys, Sportlust '46 en VV Eemdijk, Ajax Aamateurs en DWSM. Hij beëindigde zijn carrière in 2023.